# 朱氏花蟹蛛
朱氏花蟹蛛（学名：Xysticus chui）为蟹蛛科花蟹蛛属的动物。分布于台湾等地。该物种的模式产地在台湾。